# La Gioconda está triste
La Gioconda está triste es un mediometraje del año 1977, dirigido por Antonio Mercero y protagonizado por Alfonso Godá, Luis García Ortega, Walter Vidarte y Lorenzo Ramírez. El guion fue realizado por el mismo Antonio Mercero junto a José Luis Garci, basándose en una historia escrita por este último. La producción corrió a cargo de Radio Televisión Española.
Trata sobre La Gioconda, la famosa pintura de Leonardo da Vinci, que repentinamente pierde su sonrisa. Detallados análisis confirman que no se trata de una reproducción o sustitución de la obra original, sino que es la misma pintura que realizó Leonardo, que por razones desconocidas ha dejado de sonreír. Este fenómeno empieza a repetirse primero en copias de la pintura existentes en otros museos, posteriormente a litografías y finalmente en cualquier reproducción del cuadro.
Simultáneamente se producen alarmantes noticias sobre contaminación, guerra bacteriológica y desórdenes sociales. Un investigador sospecha la relación de estos hechos con lo ocurrido a la pintura, que tras un nuevo cambio muestra un rictus de profunda tristeza. Se comprueba la imposibilidad de la humanidad para sonreír. Películas cómicas y payasos no producen ninguna hilaridad en su público. Se lleva a cabo un llamamiento mundial a través de la Organización de las Naciones Unidas para tratar de arrancar una sonrisa de al menos una persona en algún lugar del mundo, cosa que no sucede. Justo entonces se produce un cataclismo que destruye a la humanidad. La última escena muestra la pintura de Leonardo, en un entorno devastado, con lágrimas cayendo de sus ojos.